# La Mémoire volée
Pour les articles homonymes, voir La Mémoire volée (homonymie).
Pour plus de détails, voir Fiche technique et Distribution.
La Mémoire volée (titre original : The Bumblebee Flies Anyway) est un film américain réalisé par Martin Duffy, sorti en 1999.

## Synopsis
Barney Snow est un jeune homme atteint d'un cancer des os, à qui l'on a proposé de suivre un projet qui consiste à effacer sa mémoire pour lui permettre de reconstruire sa vie grâce à des artifices.

## Fiche technique
- Titre : La Mémoire volée
- Titre original : The Bumblebee Flies Anyway
- Réalisation : Martin Duffy
- Scénario : Jennifer Sarja, d'après le roman de Robert Cormier
- Photographie : Stephen Kazmierski
- Montage : Suzanne Pillsbury
- Musique : Lisa Loeb et Christopher Tyng
- Direction artistique : David Schlesinger
- Décors : Susan Block
- Producteurs : Steven Haft, Larry Meistrich, Jonathan Starch et Daniel J. Victor
- Société de production : The Shooting Gallery
- Pays d'origine :  États-Unis
- Format : Couleur — 35 mm — 1,85:1 — Son : Dolby Digital
- Genre : Film dramatique
- Durée : 96 minutes
- Dates de sortie : 
  -  France : septembre 2000 (Festival de Deauville)
  -  États-Unis : 1er janvier 1999

## Distribution
- Janet Paparazzo : Eileen Snow
- Elijah Wood (VF : Paolo Domingo) : Barney Snow
- Janeane Garofalo (VF : Ninou Fratellini) : Dr. Harriman
- George Gore II (VF : Nathalie Bienaimé) : Billy
- Joseph Perrino (VF : Hervé Rey) : Mazzo
- Roger Rees : Dr. Croft
- Oni Faida Lampley : l'infirmière Bascam
- Jeffrey Force : Allie Roon
- Christopher Mark Petrizzo : Chris Ronson
- Rachael Leigh Cook (VF : Sylvie Jacob) : Cassie
- Samuel Haft : Samuel Ronson
- John E. Mack : Willy / Orderly
- Matthew Cavallary : Barney Snow enfant
- David France : Richard Snow
- Joan Levy : la femme des faubourgs

## À noter
- Le tournage s'est déroulé à New York.
- Quand Billy appelle une station de radio pour demander une chanson obscène, il s'agit de Lick My Love Pump, issue du film Spın̈al Tap (This Is Spinal Tap) réalisé par Rob Reiner en 1984.
- Dans le roman dont est tiré le film, le personnage interprété par Janeane Garofalo était un homme.

## Bande originale
- She Cries Your Name, interprété par Strange Cargo
- Truthfully, interprété par Lisa Loeb
- Weight of the World, interprété par Alana Davis
- Trepanning, interprété par Headrillaz
- 5, interprété par Ultraspank
- Coming Down, interprété par Vitro
- Mr. Jade, interprété par Pete Droge
- Porcupine, interprété par Joseph Arthur

## Récompenses et distinctions
- Nomination au Grand Prix Spécial, lors du Festival du cinéma américain de Deauville 1999.